# Esercizi preparatori
Esercizi preparatori è l'EP di debutto della cantautrice italiana Margherita Vicario, pubblicato il 20 maggio 2014 per l'etichetta Fiorirari.

## Tracce
Testi di Margherita Vicario.
1. È questione di esercizio – 3:53
2. Occhio ai vetri – 2:11
3. Nota bene – 3:35
4. Il condotto lacrimale otturato – 2:38

Durata totale: 12:17